# Sobór Zmartwychwstania Pańskiego w Petersburgu

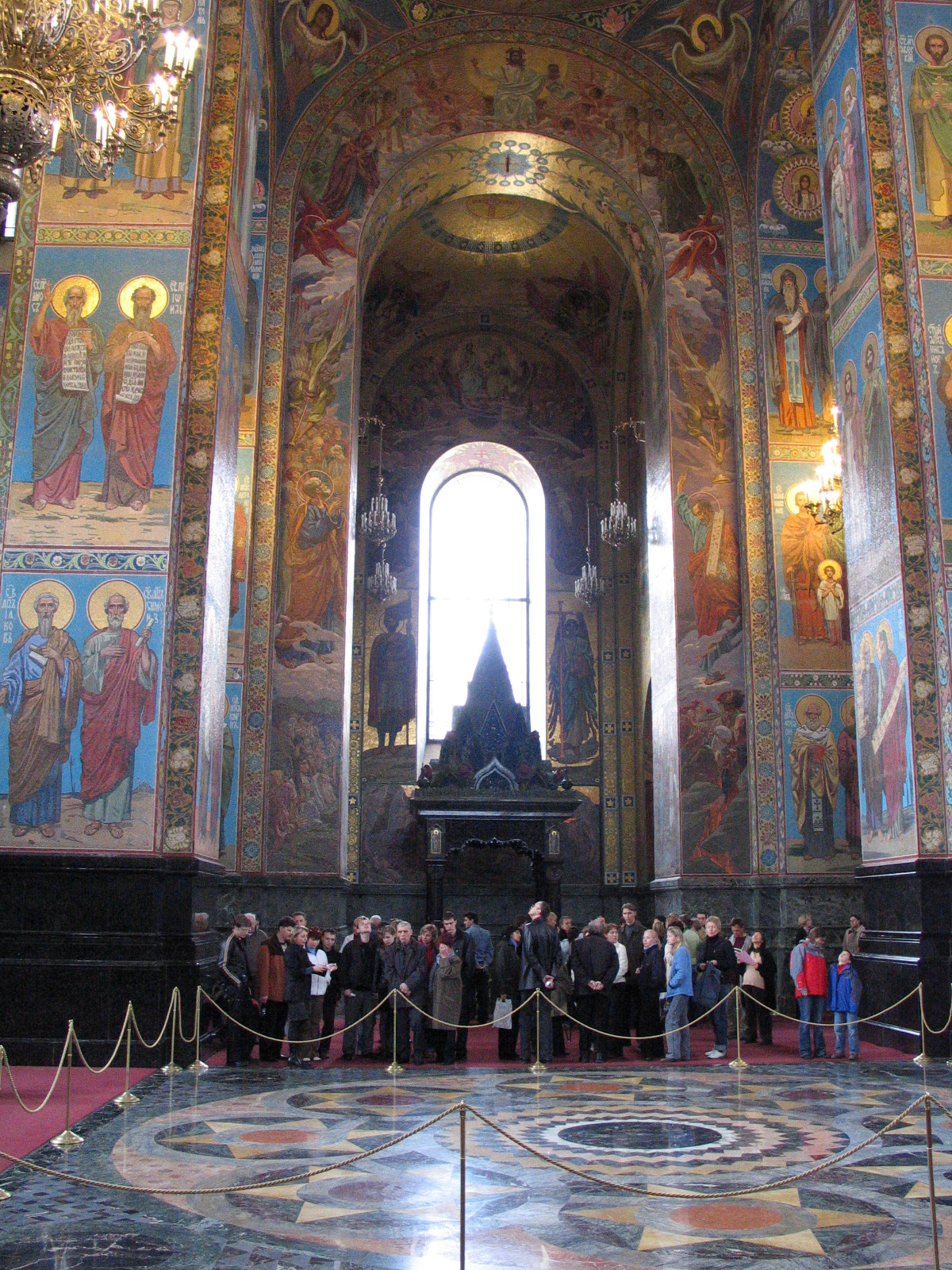
Wnętrze soboru Zmartwychwstania Pańskiego

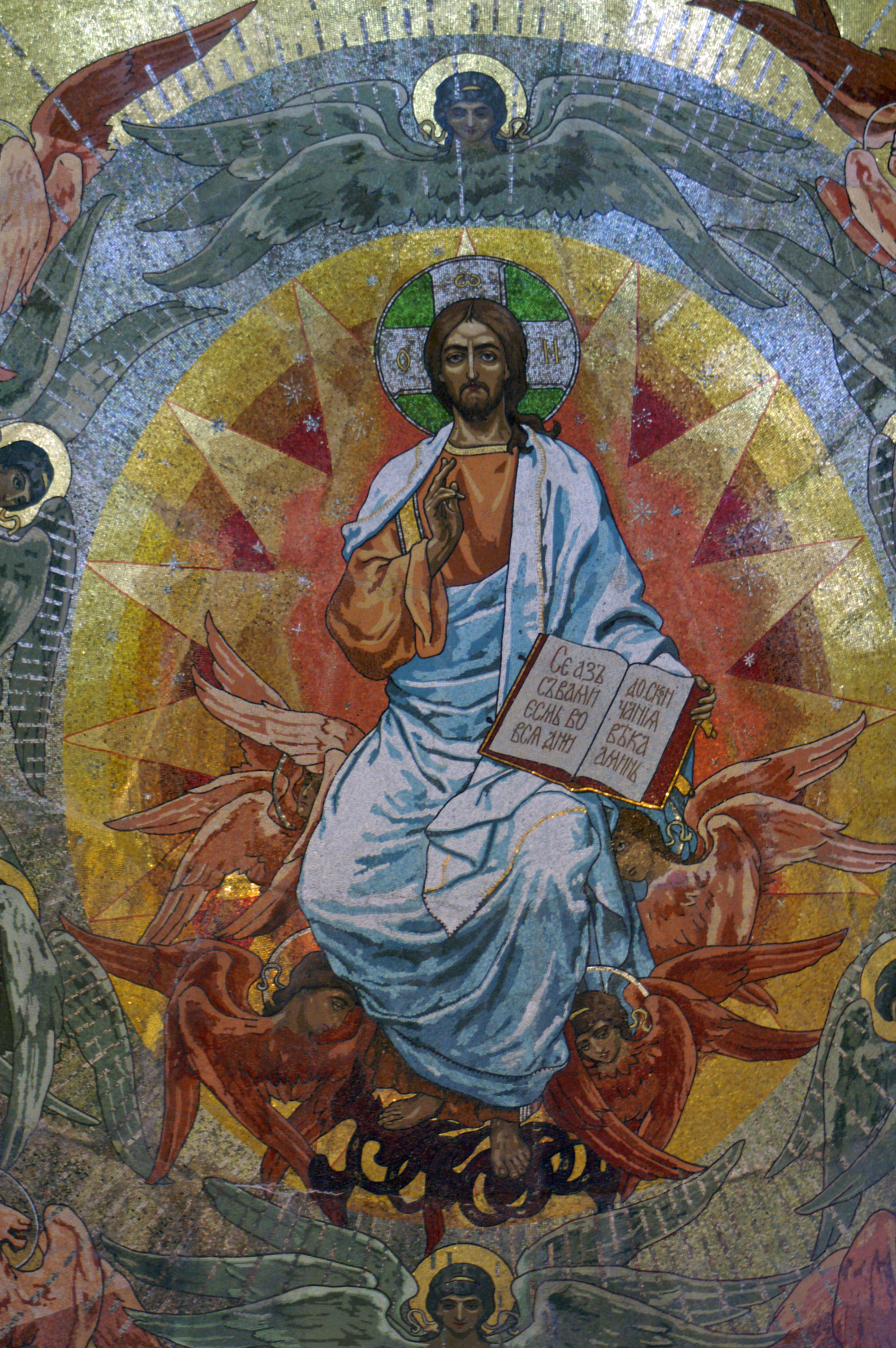
Mozaika z soboru Zmartwychwstania Pańskiego

Sobór Zmartwychwstania Pańskiego, Cerkiew na Krwi (ros. храм Воскресения Христова, Храм Спаса на Крови) – sobór wzniesiony w Petersburgu nad Kanałem Gribojedowa.
Budowla została wzniesiona na miejscu, gdzie w 1881 został śmiertelnie ranny w wyniku zamachu car Aleksander II i stąd właśnie pochodzi popularna nazwa cerkwi – na Krwi. Prace rozpoczął w 1883 Aleksander III dla upamiętnienia swojego ojca i trwały one do 1907. Sobór wzniesiono według projektu Alfreda Parlanda i Ignatija Małyszewa. W 1930 świątynia została zamknięta i planowano ją zburzyć, 26 lat później uzyskała status zabytku. Ponownie otwarto ją w 1997 po niemal 30-letnich pracach konserwatorskich. Dziś jest jedną z głównych atrakcji turystycznych Petersburga.
Ogólna powierzchnia świątyni wynosi 1642 m², wysokość – 81 m. Sobór wybudowano w tradycyjnym rosyjskim stylu, panującym w budownictwie sakralnym w XVI i XVII wieku i jest bogato dekorowany. Z zewnątrz widoczne są płytki ceramiczne, mozaiki, szkliwione cegły, marmur, granit oraz różnorodne detale architektoniczne (np. kokoszniki). Cebulaste kopuły są złocone i emaliowane. 
Wnętrze niemal całkowicie pokryte jest dekoracją mozaikową, którą zaprojektowali: Wiktor Wasniecow, Michaił Niestierow i Michaił Wrubiel. Mozaiki przedstawiają sceny z Nowego Testamentu, wizerunki świętych oraz 144 herby regionów, prowincji i miast z czasów panowania cara Aleksandra III. Ich ogólna powierzchnia, obejmująca mozaiki zdobiące sobór z zewnątrz i wewnątrz, wynosi 6560 m². Posadzki oraz ikonostas są także dekorowane 20 rodzajami kamieni, m.in. marmurem i porfirem.